# Hegyi széncinege
A hegyi széncinege (Parus monticolus) a verébalakúak (Passeriformes) rendjébe, ezen belül a cinegefélék (Paridae) családjába tartozó kis termetű, 13 centiméter hosszú madárfaj. Banglades, Bhután, Kína, India, Laosz, Mianmar, Nepál, Pakisztán, Tajvan és Vietnám erdeiben él. Rovarokkal, bimbókkal, gyümölcsökkel, magokkal táplálkozik. Februártól júliusig költ, a fészket a nőstény egyedül készíti.

## Alfajai
Négy alfaja ismert: a P. m. monticolus (Vigors, 1831) a Himalája nyugati és középső részén, Pakisztán északi részétől Kína délnyugati részéig él, a P. m. yunnanensis (La Touche, 1922) a Himalája keleti részén, India északkeleti, Kína középső és déli területein, Mianmarban, Vietnám északnyugati területein és Laoszban él, a P. m. legendrei (Delacour, 1927) Vietnám déli-középső részein, a P. m. insperatus (Swinhoe, 1866) Tajvanban él.